# 朱天舒
朱天舒（1968年5月—），男，汉族，江苏宿迁人，中华人民共和国政治人物。1994年9月加入中国共产党，1990年7月参加工作，在职研究生学历，经济学硕士，高级会计师。曾任中共甘肃省委常委、兰州市委书记，现任中共宁夏回族自治区党委常委、政法委书记。中共第二十届中央候补委员。

## 生平
1990年毕业于南京粮食经济学院会计学系会计学专业。2016年2月任吉林省工业和信息化厅厅长。2018年1月任吉林省人民政府副省长。2019年9月任退役军人事务部副部长。2021年6月任中共甘肃省委常委、兰州市委书记。2023年7月任中共宁夏回族自治区党委常委、政法委书记。